# Ernst Rotmund
Ernst Rotmund född 26 november 1886 i Toruń Polen död 2 mars 1955 i München Västtyskland, tysk skådespelare. Rotmund medverkade under åren 1917-1954 i över 100 filmer.

## Filmografi (urval)
- 1934 - Storhertigens finanser
- 1936 - Hans officiella hustru
- 1936 - Kring drottningen
- 1937 - Även i tider som dessa
- 1939 - Mord i Rio
- 1941 - Två världar
- 1941 - Jenny Lind i Köpenhamn
- 1942 - Andreas Schlüter
- 1942 - Rembrandt - målaren och hans modeller
- 1943 - Det gåtfulla leendet
- 1948 - Gatubekantskap
- 1949 - Kärlekens tragedi